# Lombok
Lombok là một hòn đảo thuộc tỉnh Tây Nusa Tenggara của Indonesia. Nó là một phần trong chuỗi các đảo thuộc quần đảo Nusa Tenggara (quần đảo Sunda Nhỏ), với eo biển Lombok chia tách nó ra khỏi Bali ở phía tây và eo biển Alas chia tách nó ra khỏi đảo Sumbawa ở phía đông. Phía bắc đảo là biển Java còn phía nam đảo là Ấn Độ Dương. Nó có hình dạng gần như tròn, với "đuôi" kéo dài về phía tây nam, rộng khoảng 70 km và tổng diện tích khoảng 4.725 km² (1.825 dặm vuông Anh). Thủ phủ của tỉnh đồng thời cũng là thành phố lớn nhất trên đảo là Mataram nằm ở phía tây đảo.

## Lịch sử
Người Hà Lan lần đầu tiên đến đảo Lombok vào năm 1674 và định cư tại phía đông đảo, để lại phần phía tây vẫn thuộc quyền quản lý của triều đại theo Hindu giáo từ Bali. Người Sasak bị ngược đãi dưới ách thống trị của người Bali và một cuộc nổi dậy năm 1891 đã kết thúc năm 1894 với sự sáp nhập toàn bộ đảo này vào Công ty Đông Ấn Hà Lan.

## Địa lý và dân cư

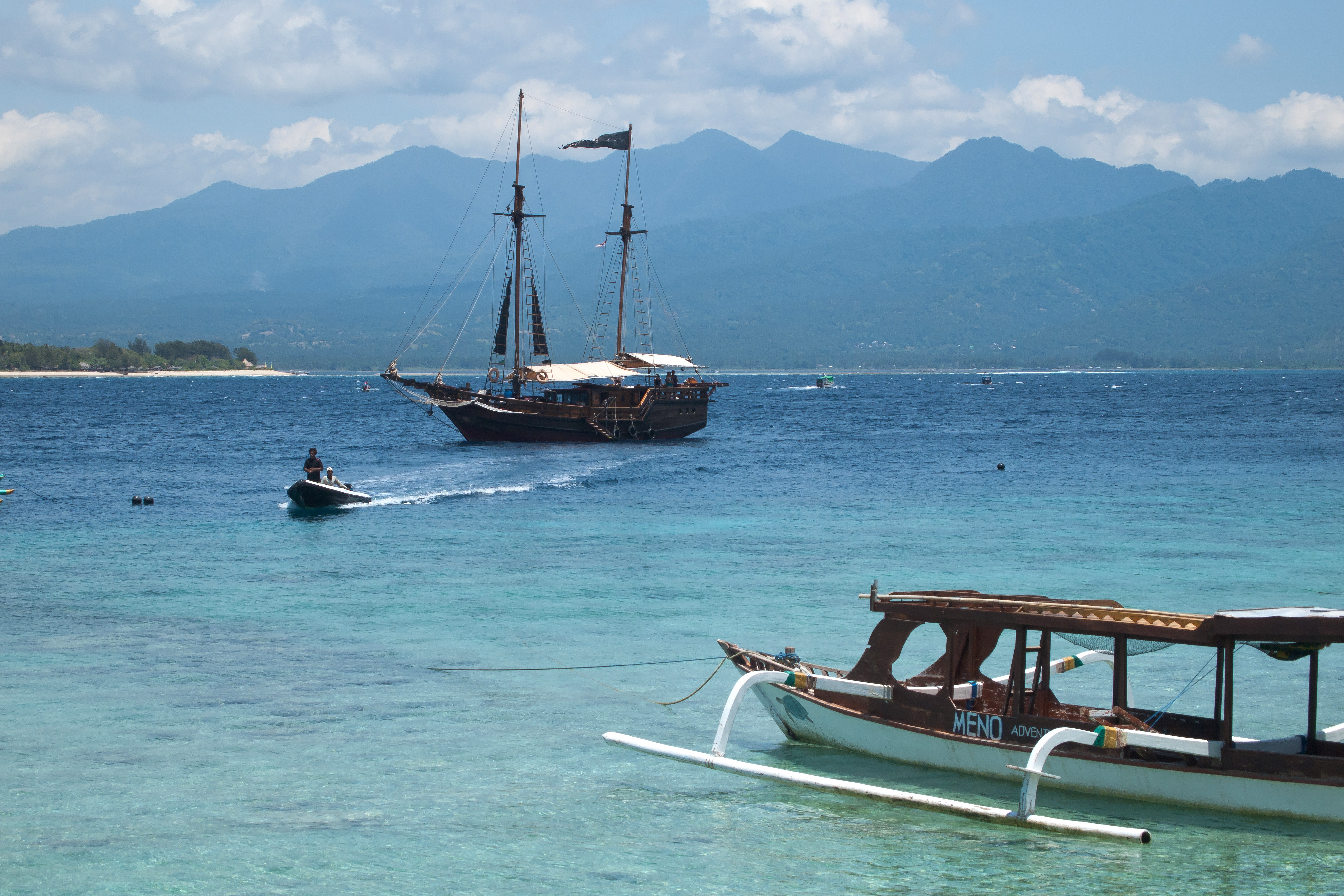
Núi Rinjani

Eo biển Lombok đánh dấu nơi đi qua của sự phân chia địa sinh học giữa quần động-thực vật của vùng sinh thái Indomalaya với quần động-thực vật rất khác biệt của vùng sinh thái Australasia, được biết đến như là đường Wallace, theo tên của Alfred Russel Wallace, người đầu tiên đánh dấu sự khác biệt giữa hai sinh quyển lớn này.
Địa hình của đảo nổi bật với núi lửa tầng ở phía bắc trung tâm đảo là núi Rinjani, có độ cao 3.726 m (12.224 ft), là ngọn núi cao thứ ba tại Indonesia. Lần phun trào gần đây nhất của núi lửa Rinjani diễn ra trong giai đoạn tháng 5-6 năm 2009, là sự phun trào nhỏ đang lộ ra của 'Gunung Baru' (núi Mới). Núi lửa này cùng với hồ miệng núi lửa của nó là 'Segara Anak' (con của biển), được bảo vệ trong phạm vi của vườn quốc gia núi Rinjani thành lập năm 1997. Phần phía nam của đảo là vùng đồng bằng màu mỡ được sử dụng để gieo trồng ngô, lúa, cà phê, thuốc lá và bông.
Dân cư trên đảo khoảng 85% là người Sasak, được cho là đã di cư từ đảo Java tới đảo này vào khoảng thiên niên kỷ 1 TCN. Phần dân cư còn lại chủ yếu là người Bali, với một lượng nhỏ là người Hoa, người Ả Rập, người Java và người Sumbawa. Do người Sasak nói chung theo Hồi giáo nên cảnh quan chung của các khu vực dân cư được nhấn mạnh bằng các giáo đường với tháp Hồi giáo. Các truyền thống và lễ hội Hồi giáo ảnh hưởng tới các hoạt động thường nhật trên đảo.

## Kinh tế và chính trị
Gần với Bali là sự may mắn, cũng là sự bất hạnh của Lombok. Trong khi hai đảo chỉ cách nhau khoảng 40 km (25 dặm), trên thực tế chúng là hai thế giới khác nhau. "Trên thực tế, cho dù các quan chức ngành du lịch thái quá có nói như thế nào, thì Lombok vẫn không phải là "Bali chưa bị hủy hoại" hoặc "đảo chị em của Bali". Lombok không phải là Bali một chút nào, và đó chính xác là vẻ quyến rũ của nó." Lombok vẫn duy trì một môi trường chưa phát triển, không ồn ào đông đúc và tự nhiên hơn; thu hút những du khách nào mong muốn được hưởng sự thanh bình của nó cũng như cơ hội khám phá vẻ đẹp tự nhiên kỳ lạ chưa bị hủy hoại của nó.
Trung tâm phát triển nhất về du lịch là Senggigi, trải dài trên một dải dài 30 km dọc theo vùng bờ biển phía bắc Mataram, trong khi du khách ba lô lại tụ tập trên quần đảo Gili ngoài khơi vùng duyên hải phía tây. Các điểm đến phổ biến khác của du khách còn có thị trấn Kuta ở phía nam đảo (không phải Kuta trên đảo Bali) với việc lướt sóng tại đây được một số tạp chí hàng đầu thế giới về môn lướt sóng đánh giá là tốt nhất thế giới. Khu vực Kuta cũng đáng chú ý vì các bãi biển đẹp còn hoang sơ của mình.

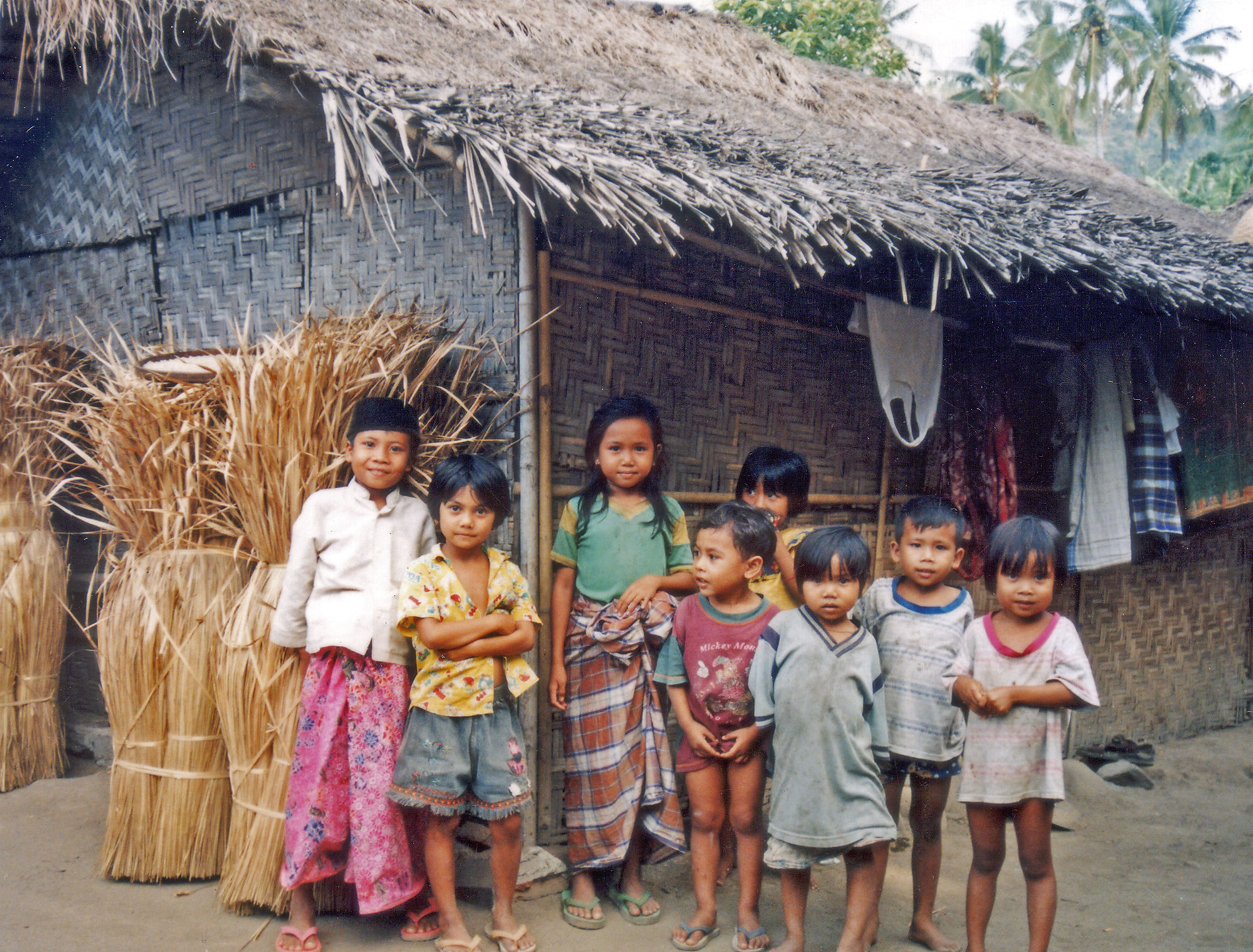
Những đứa trẻ người Sasak.

Trong khi khu vực này có thể bị coi là đình trệ về kinh tế theo tiêu chuẩn của thế giới phương Tây, thì đảo này có đất đai màu mỡ, với lượng mưa đủ lớn tại nhiều khu vực để phát triển nông nghiệp, và có được một loạt các kiểu khí hậu. Kết quả là lương thực thực phẩm dồi dào với giả cả không đắt và phong phú về chủng lượng tại các chợ địa phương.

## Du lịch
Sau sự sụp đổ của chế độ Suharto năm 1998, Indonesia trải qua một thời kỳ rối ren trong nước . Cùng thời gian đó, chủ nghĩa khủng bố tại Indonesia cũng làm trầm trọng thêm tình trạng bạo loạn trên khắp đảo quốc này. Đầu năm 2000, bạo lực tôn giáo và sắc tộc (dường như là do những kẻ kích động thuộc tổ chức Hồi giáo vũ trang Jemaah Islamiyah gây ra) đã bùng nổ tại khu vực Ampenan của Mataram và phía nam Senggigi. Nhiều đại sứ quán nước ngoài đã đưa ra các cảnh báo du lịch về các nguy hiểm tiềm năng khi đến du lịch tại Indonesia.
Thời kỳ náo loạn này ảnh hưởng nặng nề tới ngành du lịch trên đảo Lombok. Chỉ kể từ năm 2008, khi phần lớn các nước khác đã dỡ bỏ các cảnh báo du lịch của mình thì ngành du lịch mới phục hồi được mức như trước năm 2000.
Cả chính quyền địa phương lẫn nhiều cư dân đều công nhận du lịch và các dịch vụ ăn theo có thể trở thành nguồn thu nhập chính đầy tiềm năng của đảo. Vẻ đẹp tự nhiên của đảo và lòng mến khách của cư dân trên đảo làm cho nó trở thành một điểm đến thu hút du khách.
Emaar, một công ty về bất động sản của UAE, có kế hoạch xây dựng một thị trấn rộng 1.200 ha tại Trung Lombok. Chi phí xây dựng ước tính đạt 600 triệu USD. Dự án này sẽ có bờ biển tự nhiên dài 7 km để hỗ trợ các bến tàu thuyền, bên cạnh các khu ăn nghỉ tiện nghi và các nhà nghỉ 5 sao mang nhãn hiệu Ritz-Carlton. Ritz-Carlton cũng có sân golf và các tiện nghi bán lẻ đẳng cấp thế giới. Các ngôi nhà sẽ sử dụng các thiết kế cho vùng nhiệt đới và kiến trúc thấp để hòa hợp với cảnh quan xung quanh.